# Nele (voornaam)
Nele is een meisjesnaam.
Het is een afkorting van de Nederlandse naam Cornelia. Deze is afgeleid van de Latijnse naam Cornelius. Deze wordt wel in verband gebracht met het Latijnse cornu, "hoorn", de naam betekent dan zoveel als "de gehoornde".

## Bekende naamdraagsters
- Nele Armée, Belgische schaatsster
- Nele Bauwens, Belgische actrice
- Nele Goossens, Belgische actrice
- Nele Jansegers, Belgische politica voor Vlaams Belang
- Nele Snoeck, Belgische actrice
- Nele Van den Broeck, Belgische actrice en muzikant
- Nele Lijnen, Belgische Politica voor Open VLD